# Azur & Asmar
Azur & Asmar es un largometraje de animación del cineasta francés Michel Ocelot, estrenado en el año 2006.
Por primera vez en su carrera, Michel Ocelot produjo un film enteramente realizado a través de computación gráfica.

## Sinopsis[1]
En el Medioevo europeo, una nodriza venida de ultramar, ayuda en la crianza del hijo del dueño de casa, Azur, pequeño niño rubio de ojos azules, a la par que cuida de su propio hijo Asmar, morocho de ojos negros. Llegados ambos niños a la edad en la que uno comienza a tener celos del otro respecto del amor maternal, el padre de Azur envía a su hijo a la ciudad para que viva y estudie con un preceptor. Y acto seguido, la nodriza y su hijo son despedidos, pues ya se podía prescindir de sus servicios...
Diez años más tarde, Azur decide atravesar el mar, como lo hizo antes su hermano de leche, para encontrar y proponer matrimonio al hada de los djinns (o hada de los genios), de la que su nodriza tanto le había hablado y contado historias. Pero durante el viaje, una ola le hace caer del barco, llegando finalmente a una playa de un país desconocido, donde a penas reconoce el habla de su nodriza, y donde debe huir de sus habitantes, quienes le rechazaban debido a la llamada « maldición de los ojos azules ». Haciéndose pasar por ciego, vagabundea por los caminos hasta que conoce a Crapoux, un mendigo que habla bien su lengua, y quien le guía en busca de las tres llaves necesarias para acceder al hada de los genios.
Ya en la ciudad, Azur encuentra a su nodriza, quien se había dedicado al comercio y se había vuelto rica. A pesar del rencor latente de Asmar contra el padre de Azur por haberles echado a él y a su madre, Jenane decide de apoyar equitativamente a ambos, incluso en sus pretensiones de conocer y casarse con el hada de los genios.

## Ficha técnica
- Título original: Azur et Asmar
- Dirección, guion, y diálogos: Michel Ocelot
- Música: Gabriel Yared
- Producción: Nord-Ouest Production
- Presupuesto: 9 470 000 euros[3]
- Idiomas utilizados: árabe clásico, francés
- Duración: 1h39 (99 minutes)
- Fechas de estreno: 
  -  Francia: 21 de mayo de 2006 en el Festival de Cannes / La Quinzaine des réalisateurs
  -  Francia: 25 de octubre de 2006 (distribución nacional)

| Área geográfica | Entradas  | Nº de semanas | Clasificación | Fecha          |
| Francia         | 1.433.112 | 8 semanas     | -             | al 19/dic/2006 |
| Paris           | 249.093   | 8 semanas     | -             | al 19/dic/2006 |

## Reparto (voces)
- Cyril Mourali: Azur
- Karim M'Ribah: Asmar
- Hiam Abbass: Jenane, la nodriza
- Patrick Timsit: Crapau
- Rayan Maoub: Azur (niño)
- Abdelsselem Ben Amar: Asmar (niño)
- Fatma ben Khelil: la princesa Chamsous Sabah
- Tissa Bensalah D'Avila: el hada de los djinns (el hada de los genios)
- Sofia Boutella: el hada de los elfes
- Olivier Claverie: el prudente Yadoa
- Jacques Pater: el padre de Azur
- Tayeb Belmihoub
- Franck-Olivier Bonnet
- Carlos Chahime
- Mohamed Damraoui
- Michel Élias
- Bouchra En Nasser
- Nicolas Lormeau
- Tassadit Mandi
- Sonia Mankaï
- Hamid Nasser
- Mohamed Ourdache
- Al Pariente
- Lahcen Razzougui
- Hichem Rostom
- Mahmoud Saïd
- Myriam Tekaïa
- Djemal Touidjine
- Hichem Yacoubi
- Omar Yami

## Producción

### Concepción
Este film está enteramente hecho por computadora.
Como bien lo explica en los suplementos del DVD del film, Crapoux es el personaje que muestra la dificultad de integración del director, a su llegada a Francia en los años 1950.
Es por ello que los diálogos en árabe del film, no son ni subtitulados ni doblados.
La Chanson d'Azur et Asmar (La Canción de Azur et Asmar), adaptada en francés por Philippe Latger y Michel Ocelot), fue escrita e interpretada por Souad Massi.

### Financiamiento[5]
Para realizar y terminar el film Azur et Asmar, la empresa Nord-Ouest Production de los productores Christophe Rossignon y Philip Boëffard reunió diez millones de euros, entre ellos un millón de euros como crédito de impuestos acordador por el Ministerio de Economía y Finanzas francés, dado que el film fue producido en Francia.
Esta suma, más importante que la requerida por un largometraje con actores reales, explica el número importante de financistas presentes en el générique debut : dos cadenas de televisión (France 3 y Canal+), las regiones Île-de-France y Rhône-Alpes, la distribuidora Diaphana, y otros coproductores y organismos europeos.
Estos apoyos fueron completados con preventas para la difusión del film en 35 países firmadas antes de la avant-première en el Festival de Cannes 2006, donde el film fue presentado durante la llamada Quinzaine des réalisateurs. En el Japón, el film fue distribuido por el Studio Ghibli.

### Difusión en el extranjero
El film tuvo dificultades para encontrar un distribuidor en Estados Unidos, por causa de la escena de amamantamiento de los dos bebés por parte de Jenane, en el comienzo del film, que fue considerada « inmonstrable » por los distribuidores estadounidenses.
Desde Alemania, se propuso a Michel Ocelot de doblar todos los diálogos del film en alemán. Pero dado que una gran parte del audio había sido hecha en árabe clásico en la versión original, Michel Ocelot prefirió perder un buen distribuidor alemán aceptando otro más modesto, para así no tener que mutilar su obra.

## Premios y distinciones
- AniMovi : Premio al mejor largometraje de animación en el "Festival International du Film d'Animation de Stuttgart" (Internationales Trickfilm Festival Stuttgart –ITFS–) (Alemania) (2007).[7]

## Videojuego
El film también fue adaptado en un videojuego, titulado Azur et Asmar.